# 하인리히 쉔커

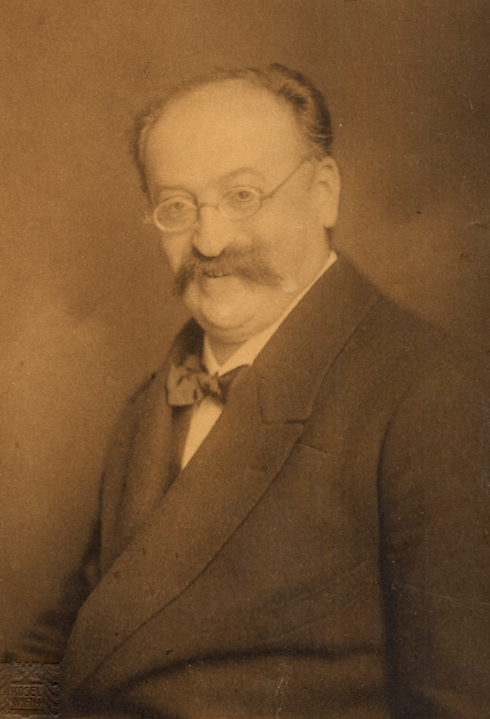
1912년 Henrich Schenker

하인리히 쉔커(독일어: Heinrich Schenker, 1868년 6월 19일 ~ 1935년 1월 14일)는 음악 이론가, 음악 평론가, 교사, 피아니스트, 작곡가였다. 그는 일반적으로 쉔커리안 분석 이라고 불리는 음악 분석에 대한 그의 접근 방식으로 가장 잘 알려져 있다.

## 초기와 교육
외부 출처로부터는 거의 전기적 정보를 얻을 수 없다. 다행히도, 그는 그의 개인 서류들 중 많은 것(수천 통의 편지 포함)을 보관했고, 그의 초창기 시절의 많은 회상들을 포함하는 거의 4천 페이지에 달하는 일기가 남아있다.
쉔커는 1868년 오스트리아 갈리시아(현재의 우크라이나 비슈니비치크)의 위니오우치크에서 유대인인 요한 스헨커와 그의 아내 줄리아(모슬러 태생) 사이에서 태어났다. 1869년 인구조사에 따르면 스헨커의 아버지는 1,759명의 주민만이 살고 있는 마을인 위니오우치크에 정착할 수 있도록 허락된 의사였다.
쉔커는 여섯 자녀 중 다섯 번째였다.
쉔커는 장학금을 받아 비엔나로 이주했으며 가족이 따라갔다. 비엔나 대학 문서에는 1884/85 시즌 초반에 법학을 공부한 명단에 그를 보여준다. 비엔나 대학에서 공부 한 것 외에도 1887년부터 1890년까지 Gesellschaft der Musikfreunde의 Konservatorium (지금의 비엔나 음악 공연 예술 대학)에 등록했다. 입학 시험 결과 그는 처음에 Franz Krenn과 작곡, Ernst Ludwig와 피아노 작곡을 공부했음을 나타낸다. 쉔커와 그의 아버지는 첫해 학비를 면제 해달라고 요청했다. 다른 문서들은 그의 첫해에 쉔커가 안톤 브루크너의 화성학을 전공했다고 지적했다. 쉔커의 아버지는 1887년에 사망했다.

## 작곡가와 연주자
비엔나 대학을 법학 학위로 졸업 한 후 쉔커는 전적으로 음악에 전념했다. 그의 첫 번째 주요 기회는 가장 초기의 저서를 출판 한 Die Zukunft [The Future]의 편집인 Maximilian Harden과 함께했다. 다른 정기 간행물의 출판물이 이어졌다. 쉔커의 보관소에 남아있는 편지에 따르면 그의 학교 생활 동안 쉔커는 수입이 없었으며 순전히 지지자들의 선물로 살아남았다고 한다.
쉔커는 1900년까지 골드마르크 카로이, 외젠 달베르 및 페루초 부소니와의 교류에 의해 입증된 음악 작곡을 적극적으로 알리려고 노력했다.
19 세기의 마지막 10년 동안 쉔커는 콘서트 무대에서도 활발하게 활동했다. 솔로 리사이틀은 하지 않았지만 실내 음악에 반주자 또는 참가자로 참여하여 때때로 자신의 작품을 연주했다.

## 이론가
작곡가, 지휘자 및 반주자로 인정받지 못한 그는 1900년까지 음악 편집 및 음악 이론의 문제에 점점 더 초점을 옮겼다. 몇 년이 지난 후에도 여전히 작곡에 대한 자부심을 느꼈다. 쉔커는 시간이 지남에 따라 음악에 대한 전통적인 이해가 사라지는 것을 보고 음악과 이론 수업을 수정하고 뮤지컬 텍스트에서 편집상의 추가 사항을 제거해야한다고 느꼈다. 이미 1895년 "Der Geist der musikalischen Technik"에서 그는 원전판의 사용을 옹호했다.
출판사 코타 (Cotta)는 특정 구절에 깊은 인상을 받았지만, 초기에는 쉔커의 원고를 거부했지만 외젠 달베르의 개입으로 마음이 바뀌었다. 쉔커가 교훈을 준 알폰스 드 로스 차일드의 도움으로 익명으로 화성론을 출판했다.
쉔커의 개인적인 삶은 Jeanette Kornfeld와의 결혼으로 이루어졌다. 그는 1907년부터 그녀를 알고 있었지만 첫 남편이 이혼하기로 동의한 후에 결혼 할 수 있었다. 쉔커는 1919년 11월 10일에 Jeanette와 결혼했다.
쉔커는 학교에서 한 번도 가르친 적이 없지만 피아노는 그의 집에서 많이 가르쳤다. 그의 가르침의 목표는 공연 예술과 서로 얽혀있는 종합 음악 교육을 습득하는 것이었다. 작품을 이해하는 것은 이론과 실천이 불가분의 관계라는 것이 그의 가르침의 목적이었다.